# 고즈촌 (지바현)
고즈촌(公津村)은 지바현 인바군에 일찍이 존재했던 촌이다.

## 지리
- 현재의 나리타시 남서부에 해당한다.
- 마을은 인바늪 동쪽 기슭에 위치해 있다.
- 마을은 고원과 평지가 뒤섞인 골짜기가 많은 지형이다.

## 역사
- 1889년 4월 1일 - 정촌제 시행에 수반해 인바군 고즈촌이 성립하였다.
- 1954년 3월 31일 - 나리타정, 하부촌, 나카고촌, 구즈미촌, 도야마촌, 도요스미촌과 합병해 나리타시가 성립해, 동일 고즈촌은 폐지되었다.

## 인구
| 1891년 | 2,933 |
| 1904년 | 3,149 |
| 1920년 | 3,444 |
| 1932년 | 4,176 |
| 1950년 | 5,492 |

## 철도
- 나리타 철도
  - 인바선

### 도로
- 2급 국도
  - 국도 128호선 국도 51호선

## 참고문헌
- 角川日本地名大辞典編纂委員会『가도카와 일본 지명 대사전 12 千葉県』、가도카와 쇼텐、1984年 ISBN 4040011201
- 日本鉄道旅行地図帳 3号 関東1（今尾恵介監修 新潮社 2008年）ISBN 978-4-10-790021-0